# Brave New World (álbum de Iron Maiden)
Brave New World é o décimo segundo álbum de estúdio da banda britânica de heavy metal Iron Maiden, lançado em 2000. Foi o primeiro álbum de estúdio da banda desde Seventh Son of a Seventh Son (1988) a apresentar a formação da era Piece Of Mind (1983) após o regresso do vocalista Bruce Dickinson, marcando ainda o retorno do guitarrista Adrian Smith iniciando a formação com três guitarras e também foi o primeiro disco do grupo gravado com a formação em sexteto. O álbum contém dez faixas, entre elas os singles "The Wicker Man" e "Out of the Silent Planet".
A arte e título do disco fazem referência ao romance homônimo escrito por Aldous Huxley.  É o último álbum de estúdio da banda em que  Derek Riggs contribui com o desenho da capa – a Nuvem-Eddie da parte de cima –, enquanto a cidade futurista foi construída pelo artista Steve Stone.
Em Brave New World a banda mostra um trabalho similar do que tinha feito nos discos anteriores, The X Factor e Virtual XI. É um álbum com um som mais progressivo, marcando ao mesmo tempo um retorno ao metal tradicional  de suas origens, com algumas músicas lembrando trechos de temas de álbuns como Powerslave e Fear of the Dark. Foi bem aceito por público e crítica, vendendo mais de 307.000 cópias nos Estados Unidos até 2008, além de receber Certificação de Ouro do Brasil e no Reino Unido.
Este álbum foi sucedido por uma turnê mundial, pela qual passaram no Brasil durante o Rock in Rio III, onde foi gravado um DVD e CD duplo. No show são tocadas as seis primeiras músicas deste álbum, todas com ótima receptividade por parte do público.

## Canções e composição
Muitas das canções foram escritas antes da The Ed Hunter Tour e foram posteriormente gravadas nos Guillaume Tell Studios, Paris. Foi o primeiro da banda a ser gravado com o produtor  Kevin Shirley, e  o primeiro que eles gravariam ao vivo em estúdio.
De acordo com uma entrevista com Adrian Smith, "The Nomad", "Dream of Mirrors" e "The Mercenary" foram originalmente compostas para o disco Virtual XI de 1998, e o antigo vocalista  Blaze Bayley contribuiu com a letra de  "Dream of Mirrors" mas não foi creditado. Steve Harris afirma que começou a trabalhar em "Blood Brothers" nessa época, mas não conseguiu completá-la a tempo de inseri-la no Virtual XI.
"Brave New World"  foi a única canção do disco a reaparecer na Dance of Death World Tour, turnê de apoio a seu disco de estúdio seguinte. Nenhuma das faixas fez-se presente durante a A Matter of Life and Death Tour, embora várias delas tenham aparecido no decorrer da The Final Frontier World Tour, com "The Wicker Man", "Ghost of the Navigator", a faixa-título e "Blood Brothers" sendo tocadas durante a parte de 2010.[carece de fontes?]
A canção "Blood Brothers", escrita por Steve Harris em homenagem a seu falecido pai, foi dedicada a Ronnie James Dio durante a primeira parte da tour de The Final Frontier em 2010, após sua morte em 16 de maio. Em 2011, ela foi tocada na Austrália dedicada as vítimas e familiares que foram afetadas pelo terremoto de Christchurch em 22 de fevereiro de 2011. No decorrer da tour, "Blood Brothers" também foi dedicada às vítimas  do terremoto e tsunami de Tōhoku no Japão, bem como às revoltas no Egito e Líbia e, posteriormente, às vítimas  de atentados na Noruega. Uma performance ao vivo da canção, presente no álbum En Vivo!, foi nomeada ao  Grammy Award para melhor performance de rock/metal em 6 de dezembro de 2012.

## Recepção
| Críticas profissionais        | Críticas profissionais |
| Avaliações da crítica         | Avaliações da crítica  |
| Fonte                         | Avaliação              |
| ----------------------------- | ---------------------- |
| Allmusic                      | [ 6 ]                  |
| Blabbermouth.net              | 5/10                   |
| Brave Words & Bloody Knuckles | 10.0/10                |
| Classic Rock                  | [ 9 ]                  |
| Exclaim!                      | Favorável              |
| Kerrang!                      | 5/5                    |
| NME                           | 4/10                   |
| PopMatters                    | Favorável              |
| Sputnikmusic                  | 4.5/5                  |

As resenhas sobre o disco foram majoritariamente positivas. Uma certa animosidade das críticas deve-se ao fato da volta de Bruce Dickinson e Adrian Smith à banda, que anteriormente gravara dois discos gravados com Blaze Bayley.  A  Kerrang! descreveu-o como "verdadeiramente imponente. Majestoso. Bombástico. Titânico. Tão gloriosamente intimidador que você praticamente consegue sentir sua respiração em suas narinas". O Sputnikmusic descreveu-o como "um dos melhores álbuns da banda; ao lado de Powerslave, Somewhere in Time e Piece of Mind" e " definitivamente  o álbum mais fácil de apreciar desde os dias de glória da banda". A Classic Rock  afirmou que, embora "possa não ser um grande avanço, certamente consegue regredir até a época do auge do Iron Maiden".
O AllMusic foi levemente mais crítico com o álbum, afirmando que  "não é um Number of the Beast", apesar de dizer que "como álbum de retorno, sua excelência é inavegável" e, no final, deu uma nota positivo ao disco.
A NME foi extremamente desfavorável em relação ao disco, argumentando que "o 'desprendimento do mundo exterior' do passado da banda manteve-os seguros por muitos anos, mas agora a faz parecer um pouco obsoleta". A revista também comparou a banda a grupos contemporâneos como Korn e Slipknot  e sentiu que o Iron Maiden "não era mais o maior sacerdote das artes negras, e viu-os como quase inocentes em comparação". O Blabbermouth.net  também deu uma avaliação negativa, alegando que a banda soava como "cansada ou sem inspiração", concluindo que "[Brave New World] falhará em deixar uma marca duradoura na face da atual cena do metal".
Em 2020, a revista Metal Hammer o elegeu como um dos 20 melhores álbuns de metal de 2000.

## Faixas
| N.º | Título                              | Compositor(es)                              | Duração |  |
| 1.  | "The Wicker Man"                    | Adrian Smith, Steve Harris, Bruce Dickinson | 4:35    |  |
| 2.  | "Ghost of the Navigator"            | Janick Gers, Dickinson, Harris              | 6:50    |  |
| 3.  | "Brave New World"                   | Dave Murray, Harris, Dickinson              | 6:18    |  |
| 4.  | "Blood Brothers"                    | Harris                                      | 7:14    |  |
| 5.  | "The Mercenary"                     | Gers, Harris                                | 4:42    |  |
| 6.  | "Dream of Mirrors"                  | Gers, Harris                                | 9:21    |  |
| 7.  | "The Fallen Angel"                  | Smith, Harris                               | 4:00    |  |
| 8.  | "The Nomad"                         | Murray, Harris                              | 9:05    |  |
| 9.  | "Out of the Silent Planet"          | Gers, Dickinson, Harris                     | 6:25    |  |
| 10. | "The Thin Line Between Love & Hate" | Murray, Harris                              | 8:27    |  |

## Créditos
| Iron Maiden - Bruce Dickinson – voz - Dave Murray – guitarra - Janick Gers – guitarra - Adrian Smith – guitarra - Steve Harris – baixo, teclado - Nicko McBrain – bateria Músicos adicionais - Jeff Bova – arranjos orquestrais em "Blood Brothers" e "The Nomad" | Produção - Produtores: Steve Harris, Kevin "Caveman" Shirley - Engenheiros: Denis Caribaux, Kevin "Caveman" Shirley - Mixagem: Kevin "Caveman" Shirley - Masterização: George Marino - A&R: James Diener, John Kalodner - Assistentes: Nicholas Meyer, Rory Romano - Ilustrações: Derek Riggs, Steve Stone |

## Paradas
| País               | Parada musical (2000)       | Maior posição |
| ------------------ | --------------------------- | ------------- |
| Austrália          | ARIA Charts                 | 33            |
| Áustria            | Ö3 Austria Top 40           | 10            |
| Bélgica (Flanders) | Ultratop                    | 12            |
| Bélgica (Wallonia) | Ultratop                    | 29            |
| Finlândia          | The Official Finnish Charts | 2             |
| Alemanha           | Media Control Charts        | 3             |
| Itália             | FIMI                        | 3             |
| Japão              | Oricon                      | 13            |
| Holanda            | MegaCharts                  | 16            |
| Noruega            | VG-lista                    | 4             |
| Suécia             | Sverigetopplistan           | 1             |
| Suíça              | Swiss Hitparade             | 9             |
| Reino Unido        | Official Albums Chart       | 7             |
| Estados Unidos     | US Billboard 200            | 39            |
| País               | Parada musical (2010)       | Maior posição |
| Grécia             | IFPI Greece                 | 72            |

| Single                     | Parada musical (2000)   | Maior posição |
| -------------------------- | ----------------------- | ------------- |
| "The Wicker Man"           | Canadian Singles Chart  | 4             |
| "The Wicker Man"           | Dutch Singles Chart     | 45            |
| "The Wicker Man"           | Finnish Singles Chart   | 11            |
| "The Wicker Man"           | French Singles Chart    | 39            |
| "The Wicker Man"           | German Singles Chart    | 38            |
| "The Wicker Man"           | Italian Singles Chart   | 4             |
| "The Wicker Man"           | Norwegian Singles Chart | 9             |
| "The Wicker Man"           | Swedish Singles Chart   | 5             |
| "The Wicker Man"           | Swiss Singles Chart     | 83            |
| "The Wicker Man"           | UK Singles Chart        | 9             |
| "Out of the Silent Planet" | Dutch Singles Chart     | 87            |
| "Out of the Silent Planet" | Finnish Singles Chart   | 13            |
| "Out of the Silent Planet" | French Singles Chart    | 72            |
| "Out of the Silent Planet" | German Singles Chart    | 66            |
| "Out of the Silent Planet" | Italian Singles Chart   | 10            |
| "Out of the Silent Planet" | Swedish Singles Chart   | 35            |
| "Out of the Silent Planet" | UK Singles Chart        | 20            |

## Certificações
| País        | Certificação | Vendas   |
| ----------- | ------------ | -------- |
| Alemanha    | Ouro         | 150.000+ |
| Brasil      | Ouro         | 100.000+ |
| Canada      | Ouro         | 50.000+  |
| Finlândia   | Ouro         | 16,316+  |
| Grécia      | Ouro         | 15,000+  |
| Polônia     | Ouro         | 50.000+  |
| Reino Unido | Ouro         | 100.000+ |
| Suécia      | Ouro         | 40.000+  |